# 스트리트댄스 (영화)
스트리트댄스(StreetDance 3D)는 2010년 개봉한 영국의 댄스 영화이다.
2010년 5월 21일 RealD 3D, XpanD 3D 및 Dolby 3D로 출시되었다. 브리튼스 갓 탤런트(Britain's Got Talent) 스타 조지 샘슨(George Sampson), 다이버시티(Diversity), 플로리스(Flawless)가 대형 스크린에 데뷔했다.

## 줄거리
런던 도심의 한 스트리트 댄스 크루는 리더 제이가 갑작스럽게 팀을 떠나면서 해체 위기에 놓인다. 설상가상으로 연습 공간까지 잃게 된 그들은 큰 댄스 대회 참가를 위해 돈을 모으거나 다른 장소를 찾아 연습해야만 하는 상황에 처한다. 우여곡절 끝에 발레 학교의 공간을 얻게 되지만, 대회에 참가하기 위해선 발레 무용수 다섯 명을 팀에 포함시켜야 한다는 조건이 붙는다. 처음에는 서로 어울리지 못하던 이들은 점차 친구가 되어간다.
발레 학교 선생님 헬레나는 크루의 새로운 리더 칼리에게 발레 공연을 보여주며 댄스 루틴에 대한 영감을 불어넣어 준다. 칼리가 집에 돌아왔을 때, 제이가 그녀를 기다리고 있었고 둘은 밤을 함께 보낸다. 다음 날 밤 클럽에서 열린 댄스 배틀 도중, 팀원들은 제이가 경쟁 팀인 '더 서지'에 합류하여 팀을 배신했다는 사실을 알게 된다. 제이는 대회에서 이기기 위해 팀을 떠났고, 칼리와의 관계를 자랑한다. 이에 분노한 발레 무용수 토마스는 제이를 때린다. 복수를 다짐한 제이로 인해 분위기가 험악해지고, 칼리는 배신감에 클럽을 뛰쳐나간다. 차에 치일 뻔한 순간 토마스가 그녀를 구해준다. 이후 토마스는 칼리를 자신의 아파트로 데려가 옥상에서 함께 춤을 추고 키스한다. 칼리는 홀로 남겨진 토마스를 뒤로하고 떠나지만, 둘은 떠오르는 해를 보며 미소짓는다.
다음 날, 칼리는 팀원들에게 기존의 방식에서 벗어나 스트리트 댄스와 발레를 융합한 새로운 스타일의 루틴을 선보이겠다고 선언하며 팀 이름을 '브레이킹 포인트'로 바꾼다. 하지만 발레 학교의 다른 선생님은 학생들이 타락하는 것을 보고 발레 오디션을 댄스 대회 결승전 날짜와 같은 날로 계획한다. 발레 무용수들은 칼리에게 반드시 댄스 대회에 가겠다고 약속하지만, 오디션은 예상보다 늦게 끝난다.
브레이킹 포인트가 발레 무용수들을 기다릴 시간을 벌기 위해, 칼리의 친구 에디가 무대로 나가 춤을 추기 시작한다. 관객들은 그의 춤에 열광하고, 제이는 칼리에게 포기하라고 설득하지만 칼리는 그에게 실망감을 드러낸다. 결국 발레 무용수들이 도착하고, 헬레나는 왕립 발레단 심사위원들을 댄스 대회 결승전 현장으로 데려와 그들의 공연을 볼 수 있게 한다. 공연은 성공적으로 끝나고, 칼리와 토마스는 공연 중 키스한다. 제이는 '더 서지'가 패배하고 칼리까지 잃게 된 사실에 격분한다. 영화는 브레이킹 포인트와 더 서지가 N-Dubz의 "We Dance On"에 맞춰 함께 춤을 추는 장면으로 끝을 맺는다.

## 캐스팅
- 니컬라 벌리 - Carly
- 리처드 윈저 - Tomas
- 프랭크 하퍼 - Fred
- 조지 샘프슨 - Eddie
- 샬럿 램플링 - Helena